# Urosphena subulata
Urosphena subulata е вид птица от семейство Cettiidae.

## Разпространение
Видът е разпространен в Индонезия и Източен Тимор.